# Máy phát điện xoay chiều

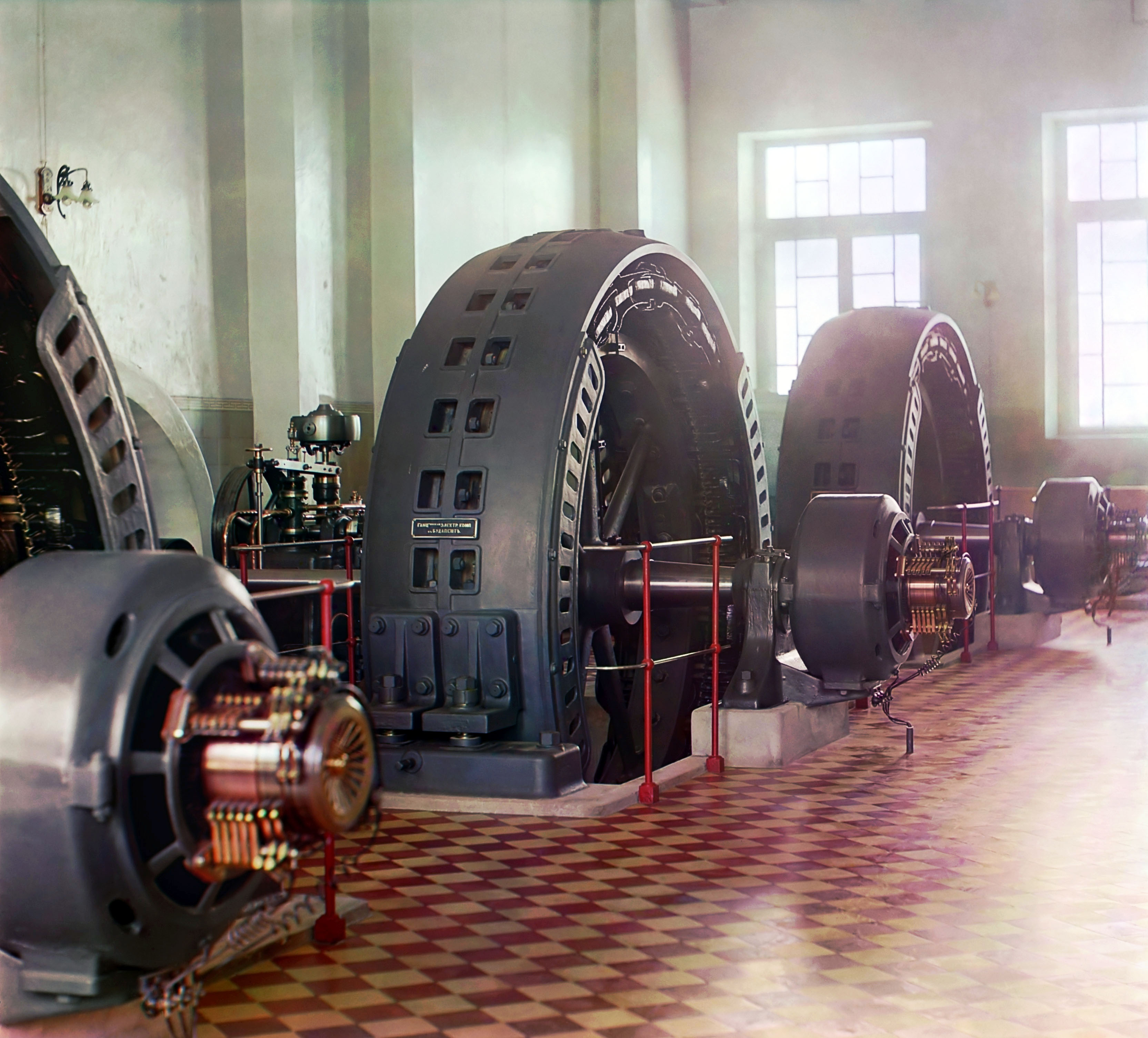
Máy phát điện xoay chiều của Ganz Works chế tạo vào đầu thế kỷ 20 năm 1909 ở Budapest, Hungary, nằm trong nhà máy thủy điện lớn nhất Đế quốc Nga (ảnh của Prokudin-Gorsky, 1911)

Máy phát  điện xoay chiều là một loại máy phát điện chuyển đổi năng lượng cơ học thành điện năng (dưới dạng của điện xoay chiều). Vì lý do chi phí và đơn giản, hầu hết các phát điện sử dụng một từ trường quay với một thiết bị cố định. Đôi khi người ta cũng sử dụng một máy phát điện xoay chiều tuyến tính có phần bao ngoài quay còn từ trường lại đứng yên. Về nguyên tắc, bất kỳ máy phát điện tạo ra điện xoay chiều nào cũng có thể được gọi là một phát điện xoay chiều, nhưng thường là từ này đề cập đến các máy làm quay trục do ô tô và các động cơ đốt trong điều khiển. Máy phát điện xoay chiều sử dụng nam châm vĩnh cửu để tạo từ trường được gọi là magneto. Máy phát điện xoay chiều dùng trong nhà máy điện được thúc đẩy bằng tuốc bin hơi nước được gọi là máy phát điện tuốc bin. Các máy phát điện 3 pha 50 Hz hay 60 Hz loại lớn trong các nhà máy điện sản xuất ra hầu hết năng lượng điện của thế giới, sau đó điện năng được hệ thống điện lưới phân phối.

## Cấu tạo
Cấu tạo máy phát điện xoay chiều gồm 2 phần chính là phần cảm và phần ứng.
- Phần cảm (roto): gồm các roto có chức năng tạo ra từ thông.
- Phần ứng (stato): được tạo thành bởi hệ thống các cuộn dây điện cố định, giống nhau về kích thước.

Bên cạnh 2 bộ phận chính trên còn các bộ phận cấu thành khác như: đầu phát, hệ thống nhiên liệu, làm mát, hệ thống xả,…

## Nguyên lý hoạt động
Hoạt động dựa trên hiện tượng cảm ứng điện từ. Khi số đường sức từ của nam châm xuyên qua tiết diện của cuộn dây luân phiên tăng giảm(hay còn gọi là từ thông qua cuộn dây biến thiên) thì dòng điện cảm ứng xuất hiện trong cuộn dây cũng luân phiên đổi chiều. Từ thông qua cuộn dây tăng giảm có thể là do cuộn dây quay tròn hoặc nam châm quay tròn. Nếu chu trình cứ tái diễn liên tục như vậy thì sẽ hình thành nên dòng điện.

## Phân loại máy phát điện xoay chiều
Trên thực thế, nhà sản xuất phân loại máy phát điện dựa trên nguyên lý hoạt động. Có hai loại máy phát điện xoay chiều đó là máy phát điện 3 pha và máy phát điện 1 pha. Về cơ bản, hai loại máy này đều là máy đồng bộ và chỉ khác nhau một chút về cấu tạo và nguyên tắc hoạt động.

### Máy phát điện xoay chiều 1 pha
Về cấu tạo: vẫn gồm hai phần chính là phần ứng và phần cảm.
- Phần cảm gồm hệ thống các nam châm điện. Khi hệ thống này quay sẽ tạo ra từ thông biến thiên..
- Phần ứng bao gồm các cuộn dây điện có kích thước tương đương nhau và cố định tại một vòng tròn.

Tùy theo công suất của máy phát điện mà có thể có phần đứng yên và phần quay khác nhau. Đối với máy phát điện công suất lớn thì phần đứng là cuộn dây, phần quay sẽ là nam châm. Đối với máy phát điện công suất nhỏ thì ngược lại. Phần đứng yên sẽ được gọi là stator và phần chuyển động là rotor.
Về nguyên lý hoạt động: vẫn là dựa trên hiện tượng cảm ứng điện từ. Túc là, khi rotor quay một suất điện động biến thiên sẽ được tạo ra và khi suất điện động này được đưa ra ngoài sẽ tạo ra dòng điện xoay chiều.

### Máy phát điện xoay chiều 3 pha
Về cấu tạo: Máy phát điện 3 pha có cấu tạo tương tự như máy phát điện 1 pha
- Phần cảm (roto) là 1 nam châm điện quay quanh trục cố định để tạo ra một lượng từ trường biến thiên phù hợp
- Phần ứng (stato) gồm 3 cuộn dây lệch nhau 120 độ và giống nhau về kích thước và số vòng.

Ngoài ra còn một số bộ phận khác như: vỏ máy phát, bạc lót, giá đỡ, bộ chỉnh lưu, bộ điều chỉnh điện, vòng tiếp điện.
Về nguyên tắc hoạt động: dựa trên hiện tượng cảm ứng điện từ theo một nguyên lý được lắp đặt sẵn. Khi nam châm bắt đầu quay trong cuộn dây cũng là lúc điện áp được hình thành. Điện áp này sẽ được sinh ra giữa hai đầu của cuộn dây và tạo nên dòng điện xoay chiều.